# Monsters of Folk (musikalbum)
Monsters of Folk är Monsters of Folks självbetitlade debutalbum, utgivet 2009.

## Låtlista[1]
1. "Dear God (sincerely M.O.F.)" – 5:07
2. "Say Please" – 2:48
3. "Whole Lotta Losin'" – 2:45
4. "Temazcal" – 3:49
5. "The Right Place" – 3:48
6. "Baby Boomer" – 2:53
7. "Man Named Truth" – 3:51
8. "Goodway" – 2:01
9. "Ahead of the Curve" – 3:40
10. "Slow Down Jo" – 3:21
11. "Losin Yo Head" – 4:37
12. "Magic Marker" – 3:20
13. "Map of the World" – 4:24
14. "The Sandman, the Brakeman and Me" – 3:23
15. "His Master's Voice" – 4:50